# اودت (جزیره)
اودُت یک آبخوست کوچک پر درخت در تالاب چوک، ایالت چوک، ایالات فدرال میکرونزی است. اندازه‌های این آبخوست ۴ در ۲٫۶ کیلومتر (۲٫۵ در ۱٫۶ مایل) و جمعیت آن بر پایه سرشماری سال ۲۰۰۰، ۱۷۷۴ نفر بوده است.